# شانتال هوفمان
شانتال هوفمان (بالفرنسية: Chantal Hoffmann)‏ هي دراجة لوكسمبورغية، ولدت في 30 أكتوبر 1987 في مدينة لوكسمبورغ في لوكسمبورغ.

## وصلات خارجية
- شانتال هوفمان على موقع الاتحاد الدولي للدراجات (الإنجليزية)
- شانتال هوفمان على موقع أرشيف الدراجات (الإنجليزية)
- شانتال هوفمان على موقع إحصائيات الدراجات الإحترافية (الإنجليزية)
- شانتال هوفمان على موقع نسبة الدراجات (الإنجليزية)
- شانتال هوفمان على موقع اللجنة الأولمبية الدولية (الإنجليزية)
- شانتال هوفمان على موقع أوليمبيديا (الإنجليزية)